# San Pedro (Barranca)
San Pedro es un caserío peruano ubicado en el distrito de Paramonga, perteneciente a la provincia de Barranca del departamento de Lima, en la costa central del Perú. 

## Ubicación
San Pedro se ubica al noroeste de la provincia de Barranca, en el distrito de Paramonga, en el departamento de Lima.

## Demografía
En 2017 San Pedro tenía una población de 65 habitantes.
| Gráfica de evolución demográfica de San Pedro entre 1993 y 2017 |
|                                                                 |
| Fuentes: Población 1993 y 2017                                  |